# Eilema okiensis
Eilema okiensis är en fjärilsart som beskrevs av Tsutome Miyake 1907. 
Eilema okiensis ingår i släktet Eilema och familjen björnspinnare. Inga underarter finns listade i Catalogue of Life.